# Zurich Art Prize
Der Zurich Art Prize ist ein schweizerischer Kunstpreis, der vom  Museum Haus Konstruktiv in Zürich zusammen mit der Zurich Insurance Group seit 2007 jährlich ausgelobt wird.

## Geschichte
Das Museum Haus Konstruktiv hat 2007 unter seiner damaligen Direktorin Dorothea Strauss gemeinsam mit der Zurich Insurance Group, Patronatspartner des Museums, den «Zurich Art Prize» ins Leben gerufen, der mittlerweile eine grosse internationale Strahlkraft besitzt. Honoriert wird jährlich eine eigenständige künstlerische Position, die sich an den Schnittstellen zwischen dem kulturellen Erbe der konstruktiv-konkreten und konzeptuellen Kunst einerseits und gegenwärtigen Tendenzen andererseits bewegt. Der von der Zurich Insurance Group gestiftete Preis setzt sich seit 2017 aus einem Budget von CHF 80'000 für die Produktion einer Einzelausstellung im Museum Haus Konstruktiv und einer Preissumme von CHF 20'000 für die Künstlerin oder den Künstler zusammen.

## Auswahlverfahren
Jedes Jahr lädt Sabine Schaschl, Direktorin des Museum Haus Konstruktiv und seit 2013 Präsidentin des Zurich Art Prize, sechs Kuratoren, Kritiker und Kunstsachverständige ein, jeweils einen Künstler oder eine Künstlerin zu benennen, der oder die in der internationalen Kunstszene bereits eine sichtbare Kraft entfaltet hat und ein Weiterdenken des konstruktiv-konkreten und konzeptuellen Erbes in der Gegenwartskunst aufzeigt.
Die Jury für den «Zurich Art Prize 2023» setzte sich wie folgt zusammen: Sabine Schaschl, Direktorin Museum Haus Konstruktiv (Vorsitz); Tobia Bezzola, Direktor Museo d’arte della Svizzera italiana in Lugano; Carin Gantenbein, Head of Professional Liability bei der Zurich Insurance Company Ltd. in Zürich; Friedemann Malsch, ehemaliger Direktor Kunstmuseum Liechtenstein in Vaduz; Matthias Mühling, Direktor Städtische Galerie im Lenbachhaus, München; Stella Rollig, Generaldirektorin und wissenschaftliche Geschäftsführerin des Museums Belvedere, Wien.

## Bisherige Preisträger
- 2007: Carsten Nicolai (* 1965 in Karl-Marx-Stadt, heute Chemnitz)
- 2009: Tino Sehgal (* 1976 in London)[1]
- 2010: Ryan Gander (* 1976 in London)[2]
- 2011: Mai-Thu Perret (* 1976 in Genf)[3]
- 2012: Mariana Castillo Deball (* 1975 in Mexiko)[4]
- 2013: Adrián Villar Rojas (* 1980 in Rosario)
- 2014: Haroon Mirza (* 1977 in London)[5]
- 2015: Latifa Echakhch (* 1974 in El Khnansa, Marokko, lebt in Martigny)[6]
- 2016: Nairy Baghramian (* 1971 in Isfahan, Iran, lebt in Berlin)
- 2017: Marguerite Humeau (* 1986 in Cholet, Frankreich, lebt in London)
- 2018: Robin Rhode (* 1976 in Kapstadt, lebt in Berlin)
- 2019: Leonor Antunes (* 1972 in Lissabon, lebt in Berlin)[7]
- 2020: Amalia Pica (* 1978 in Neuquén, Argentinien, lebt in London)
- 2021: Sonia Kacem (* 1985 in Genf, lebt in Amsterdam)[8]
- 2022: Kapwani Kiwanga (* 1978 in Hamilton, Kanada, lebt in Paris)[9]
- 2023: Damián Ortega (* 1967 in Mexiko-Stadt, Mexiko, lebt in Berlin)[10]
- 2024: Olaf Holzapfel[11]
- 2025: Artur Lescher[12]
- 2026: Rosa Barba (* 1972 in Agrigent, Italien, lebt in Berlin)[13]

## Kataloge
- Adrián Villar Rojas: Films before revolution, The Green Box, Berlin, 2013
- Mariana Castillo Deball: Uncomfortable objects, Bom Dia Boa Tarde Boa Noite, Berlin, 2012